# Тріфешть (Ясси)
Тріфешть, Тріфешті (рум. Trifești) — село у повіті Ясси в Румунії. Входить до складу комуни Тріфешть.
Село розташоване на відстані 353 км на північ від Бухареста, 34 км на північ від Ясс.

## Населення
За даними перепису населення 2002 року у селі проживали 1764 особи, усі — румуни. Усі жителі села рідною мовою назвали румунську.

## Відомі особистості
У поселенні народився:
- Константин Негруцци — молдовський і румунський письменник.